# Elpidio Jenco
Elpidio Jenco (Capodrise, 9 febbraio 1892 – Viareggio, 30 marzo 1959) è stato un poeta, docente e politico italiano.

## Biografia
Nacque da Nicola Jenco e Camilla Nacca. Frequentò il seminario diocesano e, successivamente, il liceo classico Giannone di Caserta. Laureatosi in lettere all’Università di Napoli, lavorò in continua collaborazione con molte riviste letterarie, fra le quali «Diana», «Vela latina», «L’Unione». Durante l’esperienza a «Diana» ebbe modo di stringere un gratificante rapporto d’amicizia con il poeta Giuseppe Ungaretti e con lo scultore Raffaele Uccella, insieme al quale si trasferì a Napoli per prendere parte ai movimenti d’avanguardia. Nel 1918 soggiornò per la prima volta a Viareggio, dove ebbe modo di conoscere Enrico Pea. Nello stesso anno, dopo aver prestato servizio militare a Modena e a Firenze, tornò a Capodrise e fondò la rivista «La Primalba». 
Nel 1921 ottenne l’incarico di insegnante di Storia dell’Arte presso il liceo Giosuè Carducci di Viareggio, dove, appena trasferitosi, entrò a far parte dell’Accademia degli Zeteti, un circolo di intellettuali e artisti che veniva ospitato abitualmente dal Gran Caffè Margherita. Nel 1925 subì un’aggressione da parte di squadristi fascisti e trascorse un breve periodo in carcere. Nel 1934 vinse il concorso letterario indetto da «L’Artiglio» con la poesia Ho visto la Vittoria in un campo di grano. Alla fine del secondo conflitto mondiale venne eletto come consigliere comunale per il partito socialista. Divenne successivamente assessore alla Pubblica Istruzione. 
Vinse numerosi premi letterari, fra cui il Giglio (1932), il Caselli (1934), il S. Pellegrino (1948) e il Chianciano (1955). Jenco figurò anche fra i poeti, legati al gruppo di "Realismo Lirico" guidato da Aldo Capasso, che sottoscrissero la Lettera aperta degli italiani sul "realismo" nella lirica (1949, in Pagine nuove e Il sentiero dell'arte), nella quale si dichiarava la necessità di una lirica più diretta e legata alla realtà, a differenza della poesia ermetica.

## Omaggi
- Il comune di Viareggio gli ha intitolato una strada, un teatro (Teatro Jenco) e un istituto di scuola media.

## Opere

### Poesia
- Lauda a Silo - Canto orientale antico - poemetto lirico (1911)
- L’organo del castello - (1912)
- Poema del dopopioggia. Capriccio n. 3 op. 5 sol diesis magg., Napoli, Crociere barbare, 1917.
- Poemi della primalba, Napoli, Libreria della Diana, 1919.
- Acquemarine. Liriche, Napoli, Libreria della Diana, 1929.
- Armonie di silenzi, Pisa, Pacini e Mariotti, 1929.
- Cenere azzurra. Liriche, Urbino, Augustea, 1932.
- Essenze, Genova, Emiliano degli Orfini, 1933.
- Notturni romantici, Napoli, Libreria della Diana, 1937.
- La vigna rossa, Genova, casa editrice Liguria, 1955.
- Marsilvana, Siena, casa editrice Maia, 1959.
- Betelgeuse. Antologia poetica, Premessa, scelta, apparati e cura di Fabio Flego, con uno scritto raro di Ettore Serra e un ricordo di Giovanni Pieraccini, Viareggio, Pezzini, 2009.

### Curatele
- Akiko Yosano, Onde del mare azzurro, con un saggio introduttivo di Elpidio Jenco, Napoli, tip. S. Morano, 1920.
- Akiko Yosano, Tanka, nella interpretazione di Elpidio Jenco, Milano, Casa Editrice Ceschina, 1957.